# Roztoka (Mazovie)
Pour les articles homonymes, voir Roztoka.
Roztoka [rɔsˈtɔka] est un village polonais, situé dans la Powiat de Varsovie-ouest et dans la voïvodie de Mazovie dans le centre-est de la Pologne.
Il se situe à environ 6 kilomètres au nord de Leszno, 17 kilomètres au nord-ouest d'Ożarów Mazowiecki (chef-lieu) et à 29 kilomètres au nord-ouest de Varsovie.
Le village a une population de 94 habitants en 2000.